# Holtzapffel (Unternehmer)

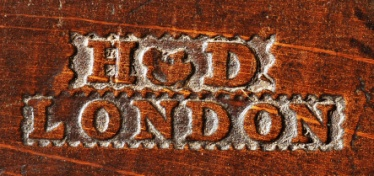
Holtzapffel & Deyerlein, Logo

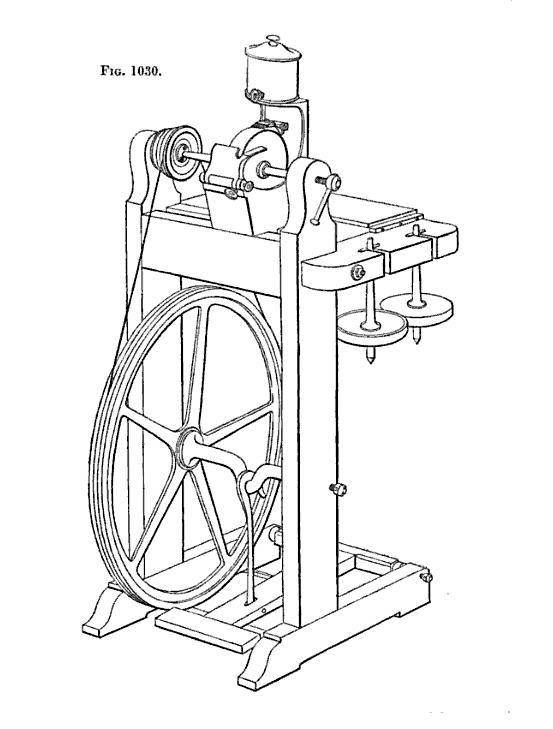
Fussbetriebene Schleifmaschine von John Jacob Holtzapffel, 1850

Holtzapffel war eine in London ansässige Unternehmerfamilie, die sich über mehrere Generationen speziell mit dem Bau von Drehbänken und Werkzeugen befasste.
Jean-Jacques Holtzapffel (geb. 1768 in Straßburg; gest. 1835 in London) wanderte 1792 aus dem Elsass nach England aus. Er war das älteste von neun Geschwistern. Seine Eltern waren der Holzdrechsler Jean-Jacques Holtzapffel und Marie-Madelaine Schlalerin. Zunächst arbeitete er in der Werkstatt des Instrumentenmachers Jesse Ramsden. Seinen Namen anglisierte er zu John Jacob Holtzapffel. 1794 gründete er in London zusammen mit Francis Rousset eine Firma zur Herstellung von Werkzeugen und Drehbänken. Ab 1804 war der in Mannheim geborene Johann Georg Deyerlein Partner und die Firma arbeitete unter dem Namen Holtzapffel & Deyerlein.
1795 verkaufte Holtzapffel die erste Drehbank, bis zum Zeitpunkt seines Todes waren es ca. 1600 Stück. Die Werkstatt befand sich von 1819 bis 1901 in 64 Charing Cross. Zuvor befand sie sich in 10 Cockspur Street.
1823 besuchte Peter Beuth die Firma in London auf seiner Englandreise. Ein weiteres Mal 1826, diesmal zusammen mit Karl Friedrich Schinkel.
Von 1824 bis 1829 arbeitete August Hamann bei Holtzapffel & Deyerlein, der später in Berlin die erste Werkzeugmaschinenfabrik Preußens gründete.
John Jacobs Sohn Charles Holtzapffel (1806–1847) trat 1827 in die Firma ein. Zu dieser Zeit firmierte man unter dem Namen Holtzapffel & Co., der Partner Deyerlein verstarb 1826.
Nach dem Tod von John Jacob führte der Sohn Charles das Geschäft weiter. Er brachte das Standardwerk zum Ornamentdrehen heraus, welches nach Vollendung 2750 Seiten umfasste. Nach seinem Tod 1847 wurde die Firma von seiner Frau Amelia bis 1853 fortgeführt. Die Firma blieb im Familienbesitz bis zu ihrer Schließung 1928, als die letzte Drehbank verkauft wurde.